# George Chetwynd (4e baronnet)
George Chetwynd, 4e baronnet de Brocton Hall (31 mai 1849 - 10 mars 1917) est un aristocrate britannique.

## Biographie

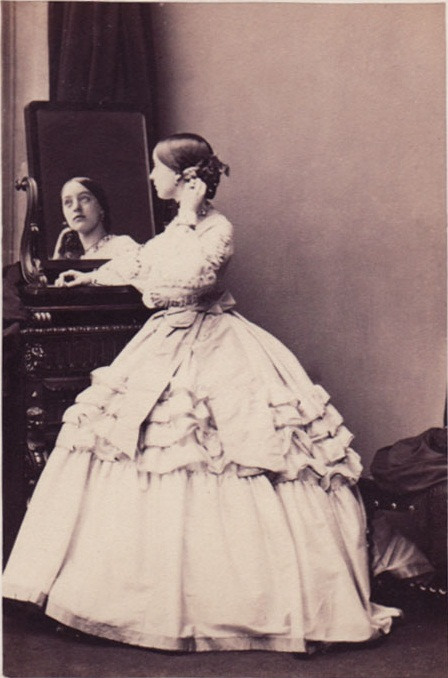
Lady Florence Paget par Camille Silvy

Chetwynd est né à Mayfair, Londres en 1849, fils du 3e baronnet et de Charlotte Augusta Hill, fille du 3e marquis du Downshire. En 1870, il épouse Florence Cecilia Paget, fille d'Henry Paget (2e marquis d'Anglesey) et veuve d'Henry Rawdon-Hastings (4e marquis d'Hastings). Elle est d'une grande beauté, connue sous le nom de "Pocket Venus". Leur fils George Guy Chetwynd, 5e baronnet, est né en 1874.
George Chetwynd, 4e baronnet, est le haut shérif du Warwickshire en 1875 et possède un domaine d'environ 6 700 acres en 1907.
Il est propriétaire de chevaux de course et joueur. Ses premiers chevaux sont achetés en son nom par James Octavius Machell et conservés aux écuries Bedford Cottage, à Newmarket. À cette époque, George est mineur et ses chevaux courent sous le nom de M. Mortimer. À l'âge adulte, en 1870, il déplace ses chevaux à Hednesford pour être près de sa résidence de Grendon Hall dans le Warwickshire. Il remporte la victoire en 1877 aux Ascot Stakes avec Chypre, la victoire de la 1883 Stewards 'Cup à Goodwood avec Hornpipe, 6 ans. et la victoire du Handicap City and Suburban en 1888 avec Fullerton, âgé de 5 ans, monté par J. Woodburn. Il déclare une fois qu'il gagnait 6 000 £ par an grâce à la course. Charles Wood est son principal jockey.
En 1887, John Lambton (3e comte de Durham) prononce un discours au Gimcrack Club, faisant état d'actes répréhensibles avec la conduite des chevaux à l'écurie de Chetwynd. La réaction initiale de Chetwynd est de défier Durham en duel. Cependant, Durham en appelle à un règlement par le Jockey Club. Chetwynd n'est justifié qu'en partie par l'arbitrage, qui n'accorde qu'un sou en dommages-intérêts et il doit payer ses propres dépens. En conséquence, il démissionne du Jockey Club.
En 1885, Chetwynd est impliqué dans un combat de coups de poing à Hyde Park avec Lord Lonsdale pour les faveurs de Lillie Langtry. Elle avait roulé le long de Rotten Row avec Lonsdale quand elle s'est arrêtée pour parler à Chetwynd. Les deux hommes échangent des insultes avant qu'ils n'en viennent aux coups et doivent être séparés.
Un soir de 1892, Chetwynd invite George Alexander Baird à dîner avec lui dans sa maison de Londres, 36 Curzon Street. Baird exprime son admiration pour la maison et Chetwynd la lui vend sur place avec tous les accessoires. Baird se réveille le lendemain matin dans la chambre principale, le nouveau propriétaire, confus et gueule de bois.